# 熱海市立図書館
熱海市立図書館（あたみしりつとしょかん）は、静岡県熱海市の公共図書館。熱海町に居住していた坪内逍遥の蔵書などを中心として1915年（大正4年）に開館した。静岡県に現存する最古の図書館であり、2015年（平成27年）に創立100周年を迎えた。

## 特色
鉄骨鉄筋コンクリート構造6階建の東京電力熱海営業センタービルの3階以上を賃貸借している。東電ビルの総延床面積3,779.37m2のうち、図書館は2,535.16m2を使用している。東電ビルへの移転によってカウンターが3か所に増え、図書館職員だけでは対応が困難となったため、図書館はカウンターボランティアを導入した。カウンターボランティアは図書の貸出・返却、書架の図書整理、図書の修復作業にあたっており、同様のボランティアの存在は全国でも例がないとされている。
市民1人あたりの蔵書数は静岡県内トップクラスである。熱海市在住者に加えて、隣接する神奈川県湯河原町在住者も貸出カードを作成することができる。さらに、熱海市内に別荘などを有している者またはその家族は、熱海市に「在住」（定住）していなくても貸出カードを作成することができる。
熱海市は温泉（熱海温泉）で栄えた町であることから、4階中央部には温泉資料コーナーを設けている。開館100周年記念事業として、2015年度（平成27年度）から郷土資料のデジタル化に取り組んでいる。2015年8月28日には「熱海市立図書館デジタルライブラリー」を公開し、和綴じ本、坪内逍遥関連の文献、行政資料、丹那トンネル資料などを公開している。
逍遥が寄贈した書籍は辞書や教科書などであり、さらに逍遥は妻の名前でシェイクスピア全集を寄贈している。逍遥の寄贈書は少なくとも700点が現存している。開館当初は貸出を行っていたが、その後は一般公開されることなく保管されていた。2009年10月の図書館フェアでは現代になって初めて公開され、さらに2015年には開館100周年を記念して特別展示が行われた。

## 歴史

### 年表
- 1915年（大正4年） : 熱海尋常高等小学校内に町立熱海図書館として開館
- 1930年（昭和5年） : 本町温泉療養所「噏滊舘」内に移転
- 1936年（昭和11年） : 旧熱海御用邸内に移転、逍遥先生記念町立熱海図書館に改称
- 1937年（昭和12年） : 市制施行にともなって逍遥先生記念市立熱海図書館に改称
- 1944年（昭和19年） : 市立熱海図書館に改称
- 1950年（昭和25年） : 熱海市青年会館に移転
- 1953年（昭和28年） : 熱海市役所新庁舎6階に移転
- 1967年（昭和42年） : 熱海市文化会館3階に移転、熱海市立図書館に改称
- 2007年（平成19年） : 東京電力熱海営業センター3-5階に移転

出典 : 『熱海市立図書館 創立100年のあゆみ』

### 尋常高等小学校時代(1915-1930)

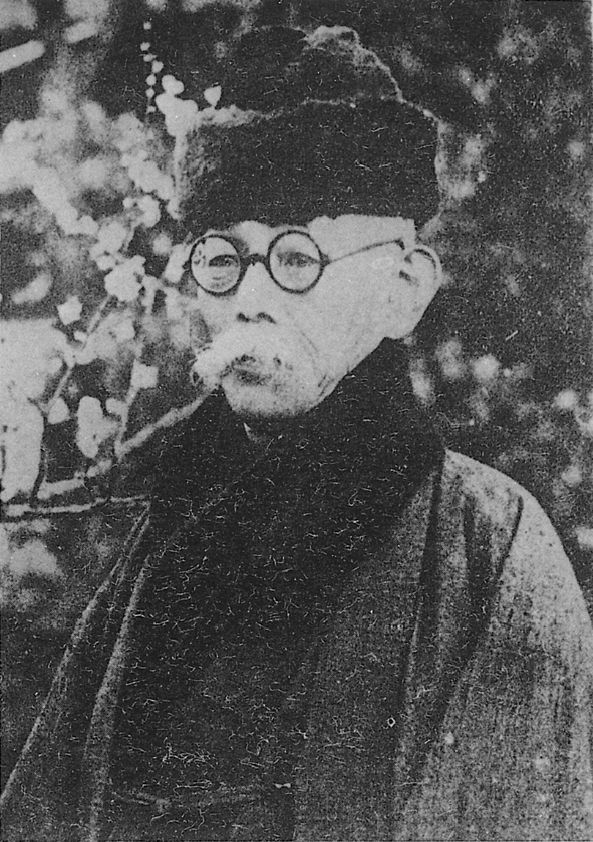
図書館設置に尽力した文学評論家の坪内逍遥

熱海は多くの文学人に愛された町である。徳富蘇峰、坪内逍遥、谷崎潤一郎、永井荷風、広津和郎、志賀直哉、吉川英治、佐佐木信綱などは居を構えたことがあり、太宰治、川端康成、舟橋聖一、三島由紀夫なども滞在経験がある。
なかでも文学評論家の坪内逍遥は、東京開成学校（現・東京大学）在学中の1879年（明治12年）、長兄の湯治に同行して初めて熱海を訪れた。1886年には妻センとの新婚旅行でも熱海を訪れると、その後は冬季にしばしば熱海を訪れて露木旅館を常宿とするようになった。1912年（大正元年）には糸川沿いに別荘を構え、1920年（大正9年）からは水口町の双柿舎で暮らした。死去するまで計23年間も熱海と関わりを持ち、熱海町歌を作詞している。逍遥は熱海市内の海蔵寺に埋葬されており、現在では双柿舎が一般公開されている。逍遥は町民や温泉客が閲覧できるよう、自身の蔵書を本町温泉療養所「噏滊舘」（きゅうきかん）内に置いた。

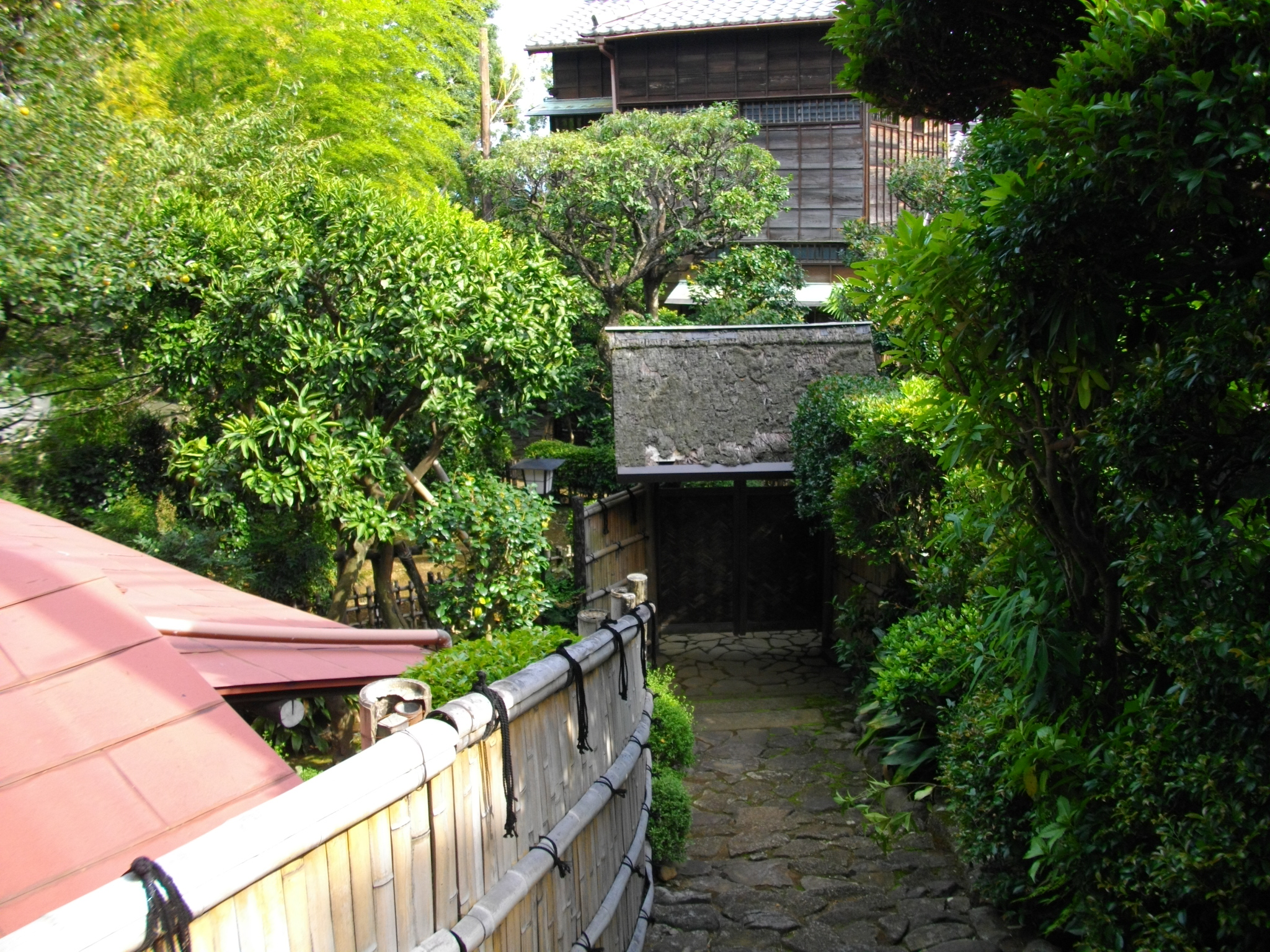
逍遥が暮らした双柿舎

熱海町は大正天皇御大典記念事業として図書館の設立を決定。1915年（大正4年）11月10日、田原町（現・春日町）にある熱海尋常高等小学校正面玄関2階の貴賓室に町立熱海図書館が開館した。立案者の斉藤要八が逍遥に協力を要請すると、逍遥は図書館の蔵書の中心として約3,600冊を寄贈した。その他有志による寄贈図書、購入した図書を合わせて、開館時の蔵書数は5,657冊だった。
逍遥は図書館で使用できる大火鉢を提供した上に、図書台帳の作成、寄贈書への寄贈者名の捺印、閲覧・貸出規則の作成、番号・分類・蔵書印による図書管理など、図書館運営の助言なども行った。後には佐佐木信綱、徳富蘇峰、谷崎潤一郎、吉川英治、志賀直哉などの文化人も熱海図書館に図書を寄贈している。なお、熱海町は御大典記念事業として図書館設置以外にヒノキとスギの戦役記念造林をおこなっている。
静岡県に初めて設置された図書館は、1888年（明治21年）10月に駿東郡沼津町（現・沼津市）の沼津尋常小学校内に開館した沼津文庫である。1915年には3月に君沢郡三島町（現・三島市）で、11月に熱海町と田方郡伊東町（現・伊東市）で図書館が開館している。

### 噏滊舘時代・御用邸時代(1930-1947)

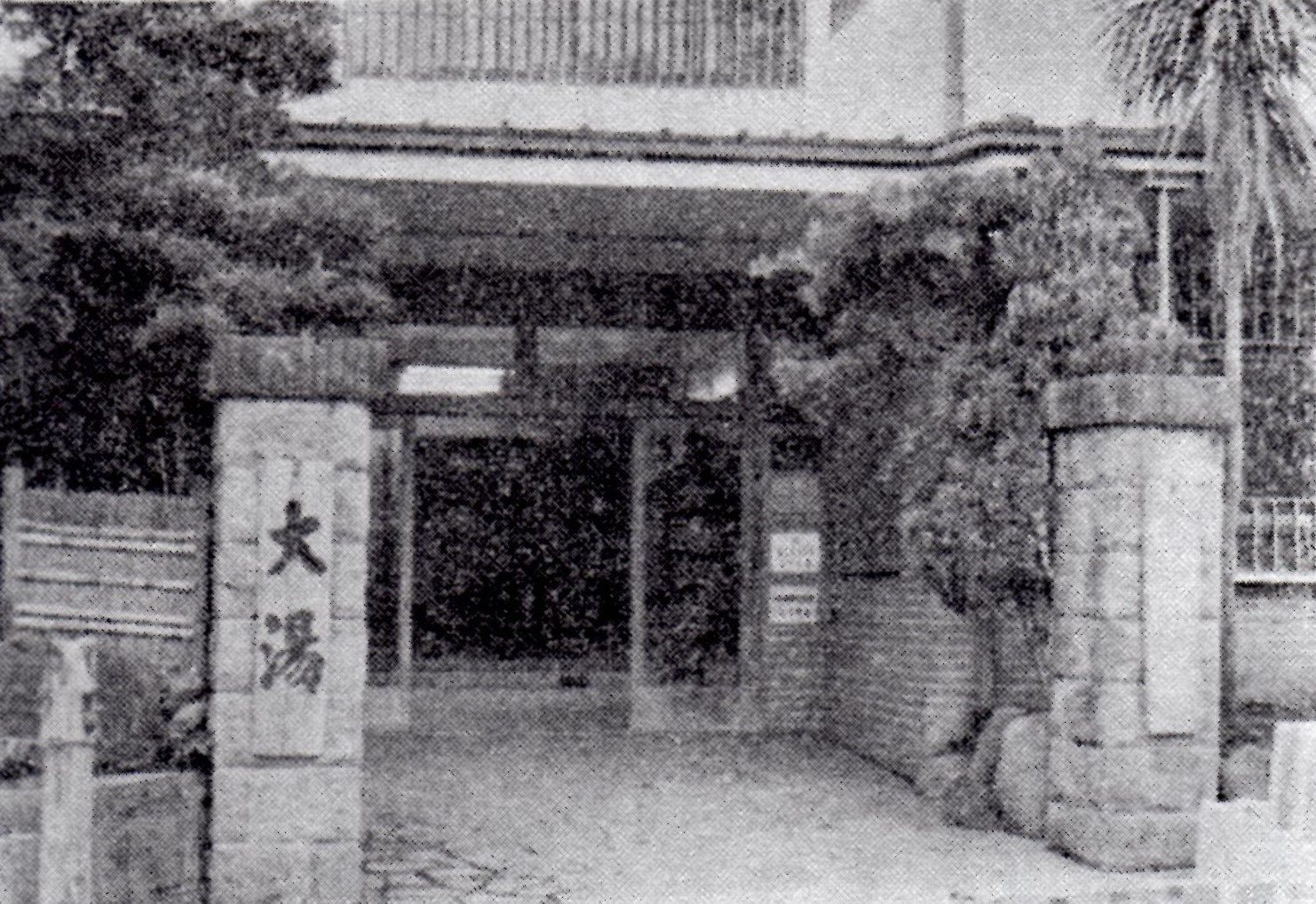
噏滊舘が併設されていた大湯旅館

1885年（明治18年）には、熱海市街地の中心部にある大湯旅館の傍らに、本町温泉療養所「噏滊舘」（きゅうきかん）が開館しており、1930年（昭和5年）4月には図書館が尋常高等小学校から「噏滊舘」内に移転した。この時期の図書館長は熱海町長が兼任していた。この時期にはすでに館外貸出の規則が設けられており、貸出期間は10日間、貸出冊数は洋装書が最大1冊、和装書が最大2冊だった。貸出の際に15歳以上の町民は2円、15歳以下の町民は1円の保証金を必要とした。1935年5月1日付で『図書臺帳一号』が作成されており、逍遥が寄贈者となった約1,200冊など、計2,668冊が登録されている。1935年（昭和10年）には「噏滊舘」が火災によって焼失したため、いったんは熱海町役場楼上に移転したが、1935年7月から1936年（昭和11年）2月末までは休館となった。

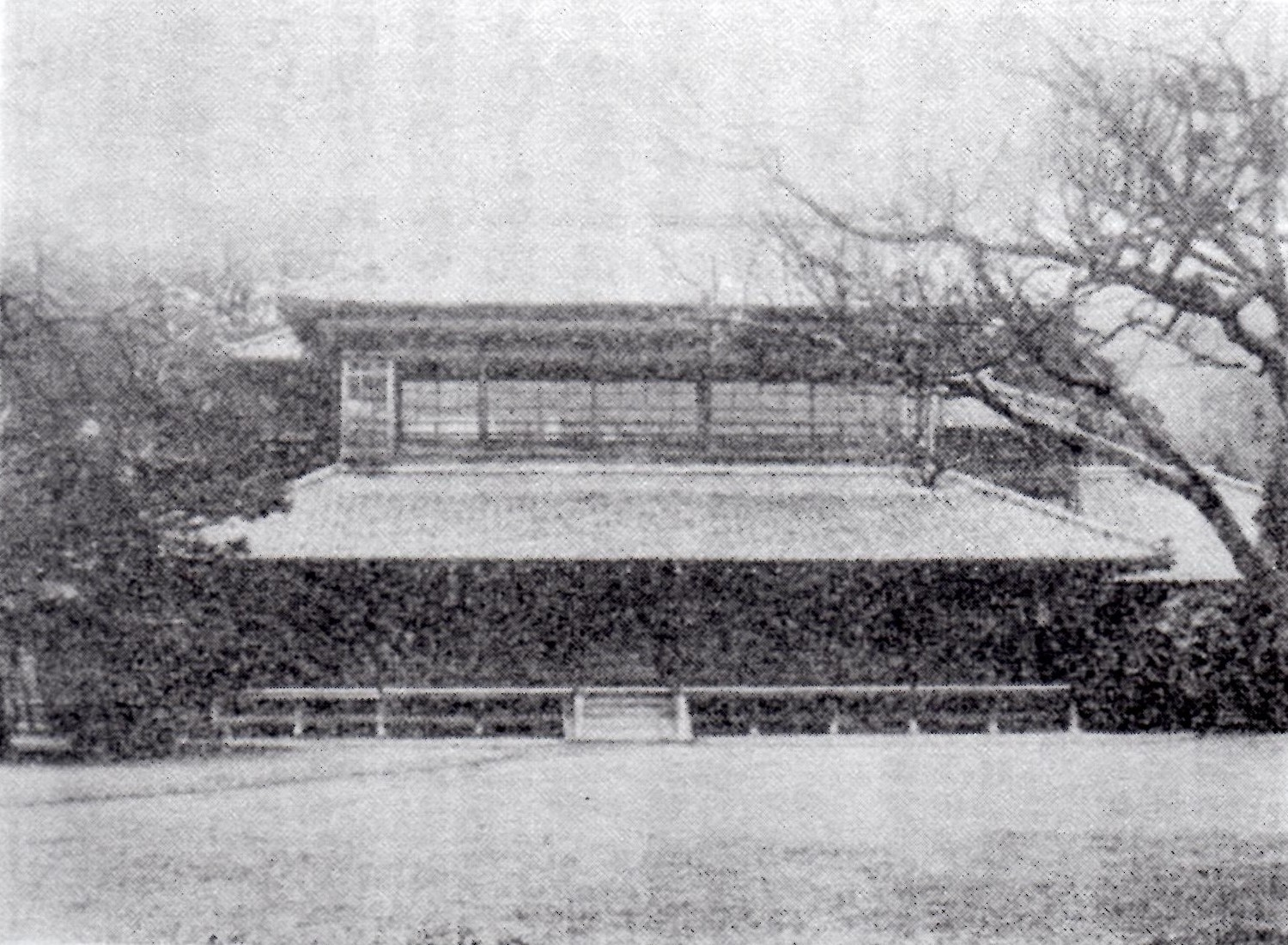
旧熱海御用邸

1889年（明治22年）には明宮（後の大正天皇）の転地療養地として、岩崎弥太郎の所有地に熱海御用邸が設置されていた。1936年3月には熱海御用邸（現在は跡地に熱海市役所が存在）の1階を改造し、図書館が「噏滊舘」から移転。逍遥先生記念町立熱海図書館に改称した。御用邸は1931年（昭和6年）に廃止となって熱海町に払い下げられており、1階は裁判所として、2階が図書館として使用された。1935年に定められた「逍遙先生記念町立熱海圖書館規定」によると、4月から9月の開館時間は8時から16時まで、10月から翌年3月の開館時間は9時から16時までだった。閲覧料は徴収しないが、貸出には保証人または保証金を必要とした。逍遥は1935年に亡くなったが、逍遥が双柿舎で収集した熱海関連資料248点は、双柿舎を管理する早稲田大学から後に図書館に寄贈されている。
1937年（昭和12年）4月には熱海町が市制を施行して熱海市となり、逍遥先生記念市立熱海図書館に改称した。太平洋戦争が勃発前の1938年（昭和13年）から図書館は休館となり、市立熱海図書館に改称して再開館したのは1944年（昭和19年）8月のことだった。戦時中には蔵書の疎開をおこなっており、伊豆山神社、静岡県立熱海高等女学校、市内の興禅寺などに分散させている。

### 戦後

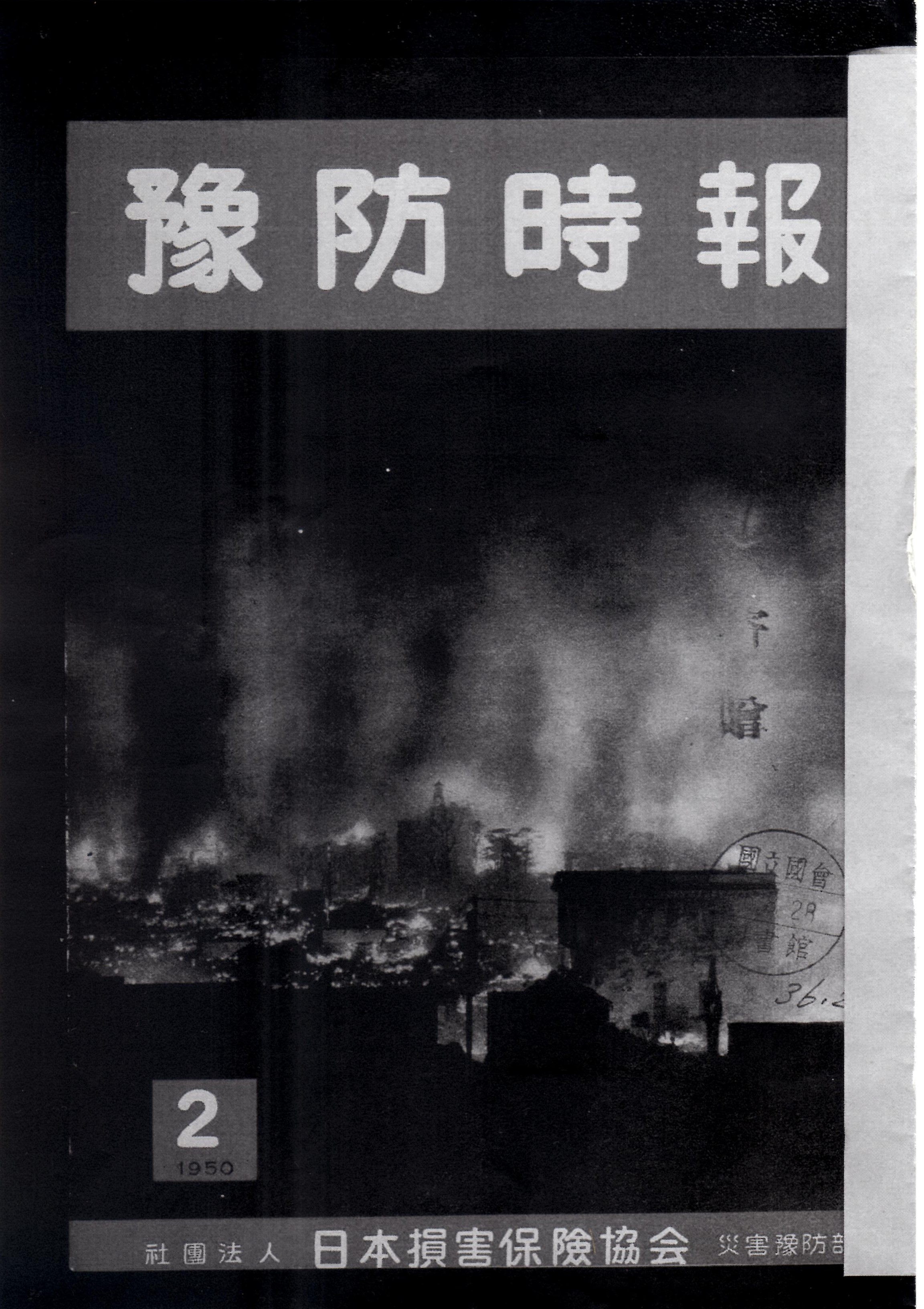
熱海大火（『予防時報』第2号）

1946年（昭和21年）3月には疎開していた蔵書を集め、日本十進分類法で整理して図書館機能を再開した。蔵書数は8,821冊であり、館外貸出は行っていない。1日平均閲覧者数は男性約29人・女性約6人だった。1947年（昭和22年）には簡易裁判所が旧御用邸の2階に、図書館が1階に移転した。
熱海市役所新庁舎の竣工に合わせて、1953年（昭和28年）6月には熱海市役所6階に移転した。この時の蔵書数は13,951冊であり、1日平均利用者数は178人だった。同年には巡回文庫を開始した。1948年（昭和23年）には熱海図書館で読書週間を初開催し、1948年に開催された読書懇親会には、徳富蘇峰、横山大観、佐佐木信綱など熱海在住の名士が何人も参加した。
1950年（昭和25年）4月には市街地の1/4が焼失する熱海大火が起こり、図書館は熱海市青年会館に移転した。1964年（昭和39年）には文学鑑賞講座（後の名称は文学講座）を開講し、現代詩の研究者である江頭彦造、石川啄木の研究者である岩城之徳、斎藤茂吉の研究者である藤岡武雄などが講師を務めた。利用者が増えるにつれて市庁舎の一角では手狭となり、市民からは単独館の建設が待ち望まれた。

### 文化会館時代(1967-2007)
1967年（昭和42年）4月には市制施行30周年記念事業として、旧御用邸跡地に熱海市文化会館が開館。地下1階・地上3階建の文化施設であり、図書館は3階と中3階に移転した。蔵書数は45,981冊、移転と同時に熱海市立図書館に改称している。閲覧室・児童室・資料室・書庫・事務室などがあり、吹き抜けのあるゆったりとした閲覧室が好評だった。1973年（昭和48年）4月には視覚障害者向けの点字図書コーナーを設置した。1977年（昭和52年）6月には市制40周年記念事業として郷土資料室を設置し、温泉観光資料や歴史資料の収集に努めている。1982年（昭和57年）5月には大活字本コーナーを設置。
1987年（昭和62年）4月には市制50周年・新館20周年記念事業として、熱海市観光会館で「熱海歴史写真及び資料展」を開催。1995年（平成7年）10月には図書館80周年記念事業として、同年に文化功労者となった杉本苑子コーナーを設置した。杉本は1977年に西熱海町に別荘「彩苑」を建てており、1980年からはこの邸宅に、1995年からはやはり熱海市内に建てた新居で暮らした。1997年には澤田政廣に次いで2人目の熱海市名誉市民となっている。1998年（平成10年）12月から1999年（平成11年）2月にはコンピュータの導入準備で休館した。
2002年（平成14年）8月には初めての分室として南熱海支所図書閲覧室を設置。2003年（平成15年）8月にはブックスタート事業を開始し、2004年（平成16年）7月には静岡県横断検索システム「おうだんくん」に接続した。2007年（平成19年）3月には市制60周年記念事業として『熱海平成歴史年表』を刊行した。同年6月から7月には移転準備のために休館している。

### 東電熱海営業センター時代(2007-)

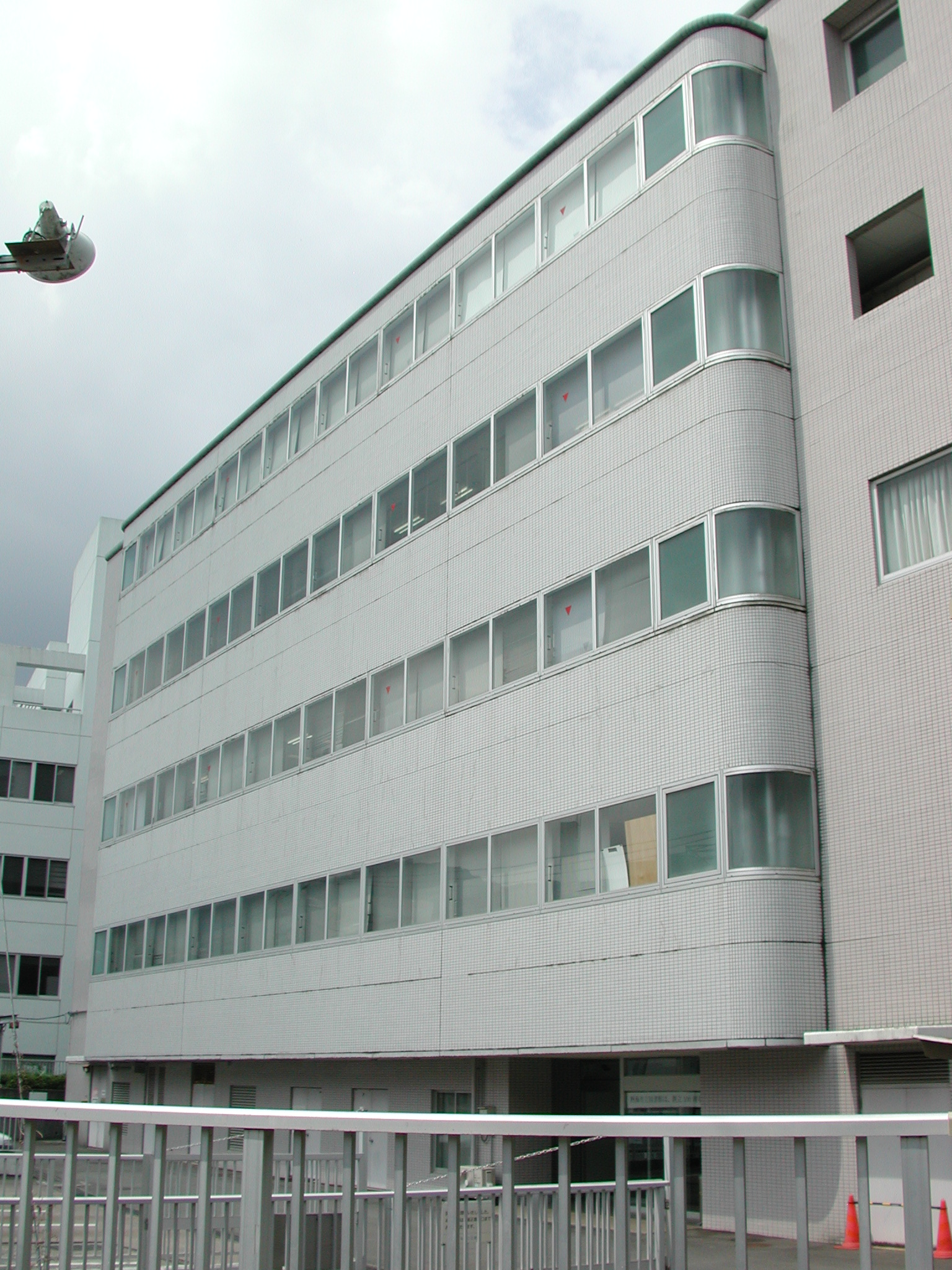
熱海市立図書館が借用している東電熱海営業センター（2017年8月30日）。この写真は谷側からのものだが、図書館の入り口は5階部分の山側（写真では建物の裏側）にある。

東京電力は伊豆半島地域の業務を伊豆の国市の伊豆支社に集約するにあたり、上宿町にある熱海営業所建屋のうち1・2階を熱海営業センターとして存続、3-5階を引き払った。一方の熱海市では熱海市文化会館の閉館が決定（耐震化工事を行って現在は熱海市役所第三庁舎）したため、2007年（平成19年）8月1日に賃貸借料年額2,650万円の5年契約で東電ビル3-5階に移転した。東電ビル移転後の図書貸出者数は飛躍的に増加し、移転前の2006年度（平成18年度）は1,831人/月だったのに対して、2007年度（平成19年度）の移転後（8月-3月）は3,015人/月に、2008年度（平成20年度）は3,420人/月に、2009年度（平成21年度）は3,752人/月となっている。
2011年（平成23年）には元静岡県立熱海高等学校校長と元熱海市職員の兄弟が、熱海市立図書館に雑誌『明星』復刻版（臨川書店、1980年）を寄贈した。静岡県内では静岡市立中央図書館にしか蔵書していない貴重な文献であり、利用者は閲覧のみ可能である。
東電との賃貸借契約が満了する2012年（平成24年）には、今後も1年ごとに継続更新を行うことで東電と合意した。
1996年から図書館や小中学校で活動している「熱海読み聞かせの会」は2013年（平成25年）に文部科学大臣賞を受賞した。
2015年（平成27年）11月10日に創立100周年を迎え、起雲閣で記念式典が開催された。静岡県内で歴史の古い図書館には伊東市立伊東図書館などがあるが、熱海市立図書館は静岡県内最古の図書館であるとされる。熱海市は2015年（平成27年）の「熱海市十大ニュース」第1位に「市立図書館100周年」を選んだ。

#### 新図書館構想
現在、図書館として借用している東電熱海営業センターは市街地中心部に位置していてアクセスが容易で、熱海市文化会館時代と比べて2.5倍の延床面積があり、バリアフリー対応済みで、建物は耐震性に優れている、というメリットがある。しかし一方で賃貸借料が必要であること、借用可能な期間が不透明であること、耐荷重に難があるうえに改修に制限があること、複数フロアの存在によりセキュリティ面に不安があること、駐車場が少ないこと、などの問題がある。2013年（平成25年）3月には熱海市新図書館構想を策定した。
市役所隣接地はかつて岡本ホテルとして使用されていたが、2013年8月に所有者と熱海市の間で合意に達し、熱海市は2014年4月に3,269m2のこの土地を3億9000万円で購入した。しかし、後にはこの土地の鑑定価格が3億1000万円であるとされ、鑑定価格より8,900万円高く購入することが市議会でやり玉に挙がったため、2014年4月25日には購入価格を3億7500万円に引き下げることで不動産業者と合意に達した。
2015年8月25日、熱海市は新図書館とホールを核とする複合施設「熱海フォーラム」（仮称）の整備事業実施方針を公開した。2016年6月16日には斉藤栄市長がPFI方式による整備を表明したが、熱海市民がPFIによる整備に反対する請願を行ったため、24日にはPFI方式を断念した。

## 移動図書館

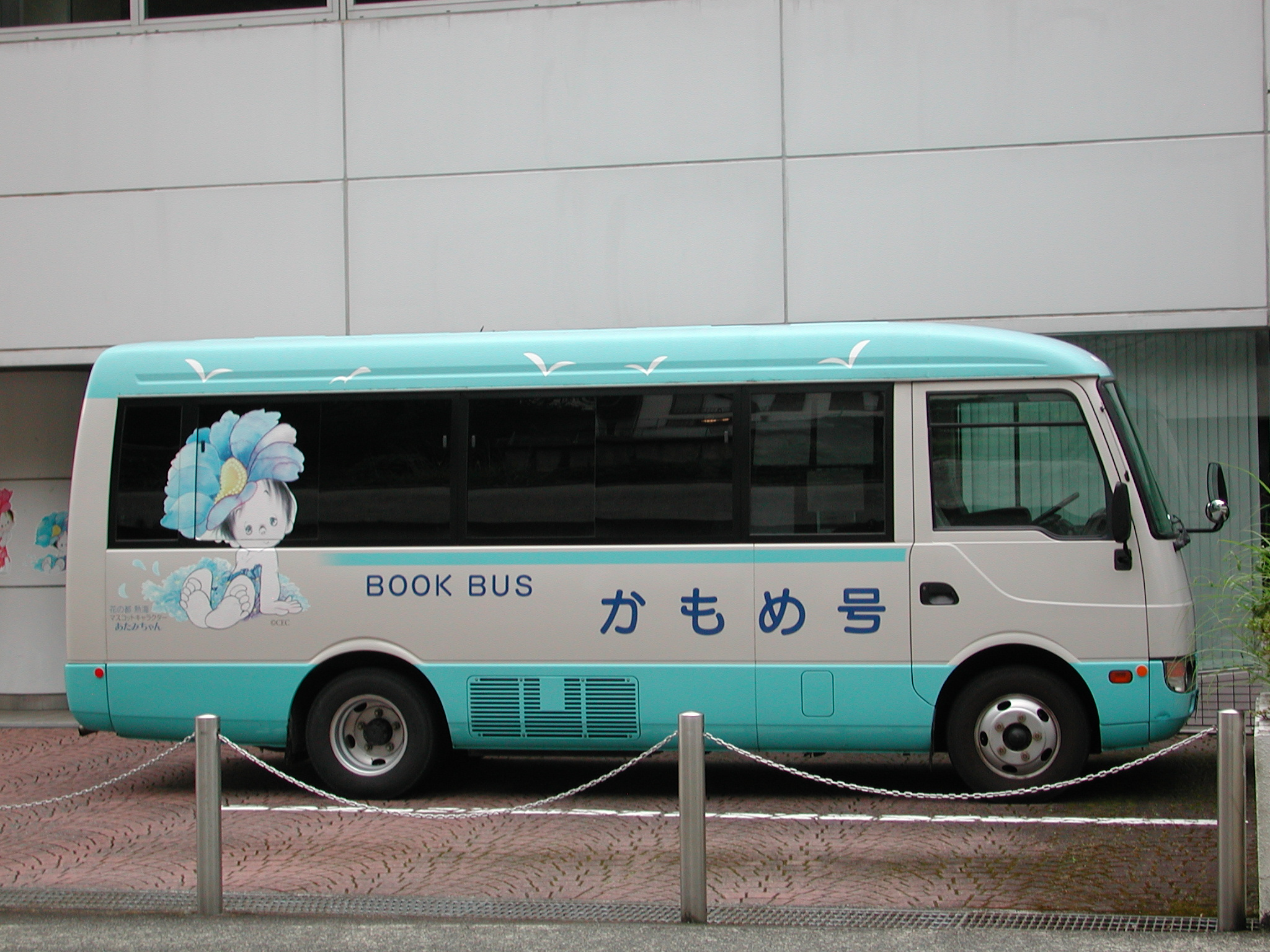
移動図書館車「かもめ号」

1953年（昭和28年）には来訪困難者が近隣住民でつくったグループに対してオートバイで図書を届ける「お茶の間図書館」サービスを開始した。1969年（昭和44年）8月には箱に詰め込んだ図書を巡回させるブックバス（移動図書館）サービスを開始。1975年（昭和50年）8月には書棚を積み込める大型図書館車を購入し、移動図書館活動を拡大してステーション数を14とした。1981年（昭和56年）7月、1992年（平成4年）、2005年（平成17年）11月には移動図書館車「かもめ号」を買い替えている。離島の初島にある熱海市立初島小中学校を除くすべての小中学校にステーションがあり、ステーション数は21に達する。

## 利用案内
| 熱海市立図書館の蔵書数 | 熱海市立図書館の蔵書数 | 熱海市立図書館の蔵書数 | 熱海市立図書館の蔵書数 | 熱海市立図書館の蔵書数 |
| ---------------------- | ---------------------- | ---------------------- | ---------------------- | ---------------------- |
| 年                     |                        |                        |                        | 点                     |
| 1936                   | 1936                   |                        | 4,324                  | 4,324                  |
| 1953                   | 1953                   |                        | 13,951                 | 13,951                 |
| 1964                   | 1964                   |                        | 31,598                 | 31,598                 |
| 1997                   | 1997                   |                        | 135,190                | 135,190                |
| 2007                   | 2007                   |                        | 167,055                | 167,055                |
| 2013                   | 2013                   |                        | 194,510                | 194,510                |

- 休館日[5] : 月曜日、祝日、年末年始、館内整理日、資料特別整理期間
- 開館時間[5] : 9時-18時
- 貸出可能者[5]
  - 熱海市、神奈川県湯河原町在住者
  - 熱海市在勤・在学者
  - 熱海市に別荘などを有している者またはその家族
  - 伊東市、沼津市、函南町の図書館利用者カードを有している者
- 貸出規則[5]
  - 図書10冊、雑誌4冊、紙芝居3組、視聴覚資料3点以内
  - 14日間、ただし視聴覚資料は7日間

| 階  | 延床面積 (m2) | フロア案内                             |
| --- | ------------- | -------------------------------------- |
| 6階 | 60.70         | 倉庫                                   |
| 5階 | 787.48        | 児童室、会議室、書庫                   |
| 4階 | 759.51        | 一般開架、AVコーナー、BM書庫           |
| 3階 | 757.39        | 一般開架、市史編纂室、郷土資料室、書庫 |
| 2階 | 60.70         | 東京電力熱海営業センター               |
| 1階 | 131.40        | 共用エントランス、談話コーナー         |